# Adolf Münker
Adolf Münker (Lebensdaten unbekannt) war ein deutscher Fußballspieler.

## Karriere
Münker gehörte dem Duisburger SpV an, für den er in den vom Westdeutschen Spiel-Verband organisierten Meisterschaften die Saison 1909/10 und 1910/11 in der leistungsdichteren Verbandsliga bestritt. Aus dieser ging er mit seiner Mannschaft jeweils als Meister hervor und gewann in der sich jeweils anschließenden Endrunde um die Westdeutsche Meisterschaft auch diese. Am 10. April 1910 gewann er in Düsseldorf mit 6:1 gegen den Casseler FV und am 23. April 1911 in Duisburg mit 3:0 gegen den VfvB Ruhrort.
Aufgrund der Erfolge nahm er mit der Mannschaft an zwei Endrunden um die Deutsche Meisterschaft teil und kam am 17. April 1910 in München-Gladbach bei der 0:1-Viertelfinal-Niederlage  gegen den späteren Meister Karlsruher FV und am 7. Mai 1911 in Bremen bei der 1:3-Viertelfinal-Niederlage gegen Holstein Kiel zum Einsatz.

## Erfolge
- Westdeutscher Meister 1910, 1911
- Meister der Verbandsliga 1910, 1911